# オーバーブック・エンターテインメント
オーバーブック・エンターテインメント（Overbrook Entertainment）は、アメリカ合衆国カリフォルニア州ビバリーヒルズを拠点とするエンターテインメント企業である。1998年にウィル・スミスによって設立された。

## 作品

### 製作映画
- ワイルド・ワイルド・ウエスト Wild Wild West (1999)
- ALI アリ Ali (2001)
- ショウタイム Showtime (2002) クレジット無し
- All of Us (2003)
- 素顔の私を見つめて… Saving Face (2004)
- アイ,ロボット I, Robot (2004)
- 最後の恋のはじめ方 Hitch (2005)
- 幸せのちから The Pursuit of Happyness (2006)
- ATL (2006)
- アイ・アム・レジェンド I Am Legend (2007)
- I Am Legend: Awakening - Story 3: Isolation (2007)
- リリィ、はちみつ色の秘密 The Secret Life of Bees (2008)
- 7つの贈り物 Seven Pounds (2008)
- レイクビュー・テラス 危険な隣人 Lakeview Terrace (2008)
- ハンコック Hancock (2008)
- 愛人契約 The Human Contract (2008)
- ベスト・キッド The Karate Kid (2010)
- Black & White/ブラック & ホワイト This Means War (2012)
- アフター・アース After Earth (2013)
- 素晴らしきかな、人生 Collateral Beauty (2016)
- ブライト Bright (2017)
- バッドボーイズ フォー・ライフ Bad Boys for Life (2020)
- 自由への道 Emancipation (2022)
- バッドボーイズ RIDE OR DIE Bad Boys Ride or Die (2024)

### 配給映画
- The 7th Commandment (2005) DVD発売

### サウンドトラック
- ワイルド・ワイルド・ウェスト  Wild Wild West (1999)
- ワン・オン・ワン ファイナル・ゲーム Love & Basketball (2000)
- メン・イン・ブラック2 Men in Black II (2002)